# Bereket Yemane
Bereket Yemane Abebe (* 27. November 1987) ist ein eritreischer Radrennfahrer.
Bereket Yemane wurde 2007 Etappendritter auf dem sechsten Teilstück der Tour of Eritrea nach Keren. Bei der Afrikameisterschaft in der kamerunischen Hauptstadt Yaoundé gewann er im selben Jahr die Bronzemedaille im Einzelzeitfahren hinter den beiden Südafrikanern Nicholas White und Jay Robert Thomson. In der Saison 2008 wurde er bei der Tour of Eritrea Zweiter bei der fünften Etappe in der Hauptstadt Asmara. 2009 gewann er die Gesamtwertung der Tour Eritrea und 2015 eine Etappe der Tour du Faso.

## Erfolge
2007
- Afrikameisterschaft – Einzelzeitfahren

2009
- Gesamtwertung Tour Eritrea

2015
- eine Etappe Tour du Faso